# 齊懿公

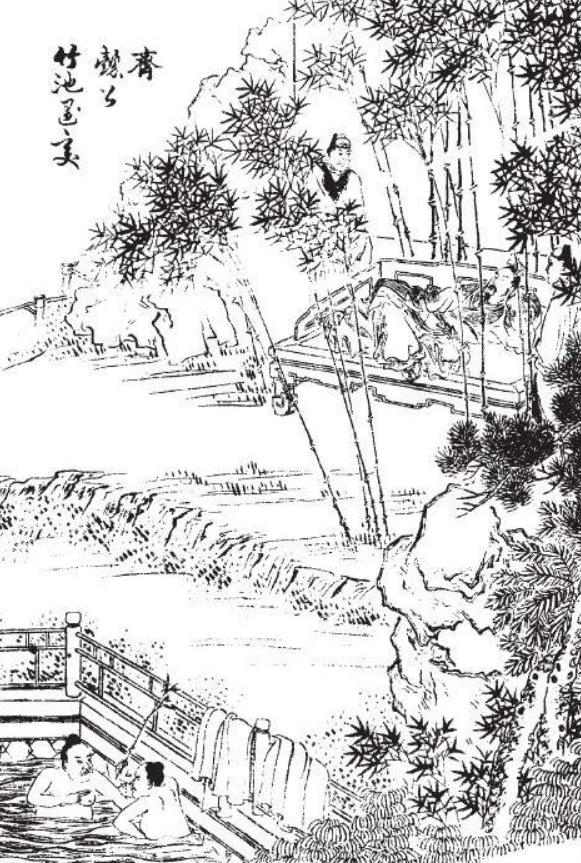
小说《东周列国志》插画：齐懿公竹池遇变

齊懿公（？—前609年），姜姓，名商人，齊桓公之子、母親為密姬。桓公在世時，商人與大夫邴歜之父爭田邑之界，管仲以商人理屈，將田斷歸邴氏，商人銜恨於心。桓公去世，六公子無虧、齊孝公昭、齊昭公潘、齊懿公商人、齊惠公元、公子雍，爭立相攻，豎刁、易牙擁立公子無虧（無詭）。齊桓公橫屍在床，蛆出於戶。
齊昭公死後，其子被公子商人殺死，公子商人即位，是為齊懿公。後盡奪邴氏之田，掘邴原屍而刖之，又恨管仲，削其家封邑。齊懿公好色，淫欲宮中，奪參乘（馬車的車夫）庸職之妻。邴原之子邴歜懷恨在心，和懿公參乘庸職合謀，乘懿公出遊殺之，歸告齊祖廟，從容出逃。齊人恨懿公驕恣，廢其子而迎公子元於衛，稱齊惠公。